# Revolver Ocelot
Revolver Ocelot, noto anche come Ocelot e Liquid Ocelot, ma il cui vero nome è Adam (in russo Adamska, traslitterazione di Адамска), è un personaggio della serie di videogiochi Metal Gear. È un abile pistolero e uno specialista nella tortura, che svolge spesso il triplo gioco all'interno di varie organizzazioni, ma è fedele solamente a Big Boss. Ocelot è l'unico personaggio della serie che compare come personaggio giocante in tutti gli spin-off online dal titolo omonimo, ovvero nel Metal Gear Online incluso in Metal Gear Solid 3: Subsistence, in quello incluso in Metal Gear Solid 4 e in quello incluso in The Phantom Pain.

## Caratteristiche
Ocelot è famoso per la sua ossessione per le armi e per i film western. Questo si nota anche dai suoi abiti, dal suo nome in codice e dalle sue armi che usa abitualmente, due (e qualche volta addirittura tre) revolver Colt Single Action Army, che maneggia con abilità quasi sovrumane, ed è maestro del rimbalzo e in fantasiose tecniche di rotazione delle pistole; nel periodo di Metal Gear Solid 2, sembra che abbia raggiunto la preoccupante capacità di estrarre la sua arma e colpire il cuore di un obiettivo in un secondo. Usa anche una tecnica conosciuta come "fanning" (ventilazione), che consiste nel tenere, con una mano sola, il grilletto del revolver abbassato e con l'altra di colpire ripetutamente il cane del revolver, che permette di sparare rapidamente.
Ocelot iniziò a usare i revolver dopo il suo primo scontro con Naked Snake: Ocelot provò a caricare manualmente i proiettili nella sua pistola automatica (una Makarov), ma l'arma si inceppò, così Snake gli suggerì di usare un revolver perché la sua tecnica sarebbe stata più adatta ed efficace. La volta successiva, Ocelot ha con sé una versione cesellata della Colt Single Action Army. Deriso da Naked Snake in quanto le decorazioni, oltre ad essere particolarmente vistose, non sono di alcun vantaggio sul campo di battaglia, da allora decise di usare la Single Action Army standard. Ocelot si specializzò anche nell'uso di due pistole ed iniziò ad apprezzare la tensione che si prova in un duello durante la breve pausa per ricaricare le armi; inoltre, ispirandosi ai film western dell'epoca, iniziò ad allenarsi in appariscenti sfoggi di abilità con la pistola, acquisendo la capacità del tiro di rimbalzo, e il suo senso estetico lo portò a inutili prodezze come il gioco di destrezza con tre Colt Single Action Army.

## Storia

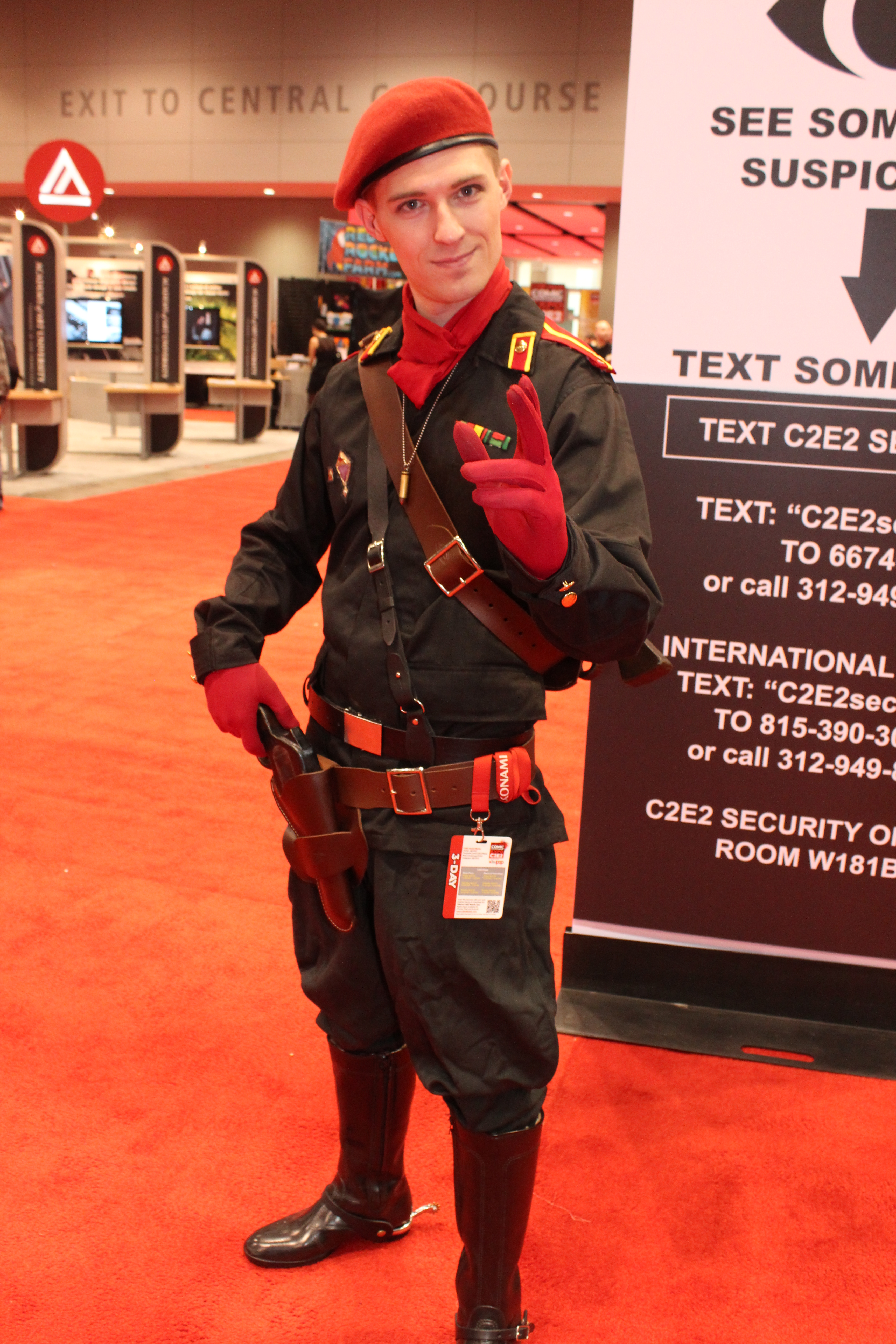
Un cosplayer di Ocelot in Snake Eater

Adam è il figlio di The Boss (l'ultima sopravvissuta dei Filosofi) e di The Sorrow (un soldato medium dell'Unità Cobra), nato su un campo di battaglia in Europa nel corso della Seconda guerra mondiale, dopo che sua madre fu colpita da un proiettile durante lo sbarco in Normandia, il 6 giugno del 1944. Subito dopo la nascita è stato rapito e cresciuto dai Filosofi, e per quasi vent'anni non ha alcun contatto con la madre, finché non la incontra nel 1964 quando, insieme al colonnello Volgin, partecipa al furto e allo sviluppo dello Shagohod. In quell'anno Adam, che aveva raggiunto il grado di maggiore come giovane promessa dell'esercito russo, era il capitano dell'Unità Ocelot, una squadra d'élite composta da agenti dello Spetsnaz, le forze speciali del GRU. Durante la sua collaborazione con Volgin, Adam sviluppa un grande apprezzamento per i sadici metodi di tortura mostrati dal colonnello, ma la sua lealtà verso quest'ultimo non è dovuta a una condivisione degli stessi ideali: Adam è infatti una spia del KGB a cui riferisce ogni dettaglio della rivolta del GRU, e intende anche sfruttare Naked Snake, che in quell'anno si era infiltrato in Unione Sovietica per salvare Sokolov, per distruggere Groznyj Grad. Allo stesso tempo, però, Adam è anche una spia della CIA americana, che lo ha incaricato di recuperare i fondi segreti dello stato, l'Eredità dei Filosofi, all'epoca sotto il controllo di Volgin.
Secondo quanto riportato nel suo profilo ufficiale, dopo il 1964 Ocelot è entrato dapprima nella OMON (una squadra speciale di polizia) e nella squadra d'assalto della polizia tributaria, successivamente ha lavorato nella divisione operazioni speciali della SVR (servizi segreti stranieri), e infine è stato reclutato dalla FOXHOUND; tuttavia il profilo si è rivelato un falso. Infatti, durante gli anni successivi Ocelot lavora come mercenario e combatte in molti paesi abitualmente scossi da guerre interne, tra cui Mozambico, Eritrea e Ciad.
Durante l'invasione sovietica dell'Afghanistan diventa conosciuto tra i mujahedeen per il suo sadismo nel torturare i prigionieri, e per questo lo soprannominano Shalashaska (Шалашаска), una crasi tra sharashka (termine che indicava il reparto R&D dei gulag russi nei quali i prigionieri erano costretti a sviluppare armi sotto tortura, e per estensione i torturatori stessi) e shashka (appellativo riservato ai condottieri del Caucaso, dall'omonima sciabola da essi utilizzata). Sempre in questo periodo l'elicottero Kamov sul quale viaggia viene abbattuto, e da allora soffre di stress post-traumatico.
Nel 1970, Ocelot tradisce la CIA costringendo il direttore a rivelare l'elenco dei Filosofi, e si unisce a Major Zero, comandante dell'unità FOX, a cui non solo consegna l'Eredità dei Filosofi, ma fornisce anche la tecnologia del Metal Gear ottenuta da Sokolov; in seguito, grazie al denaro acquisito, Ocelot e Zero fondano i Patriots. Due anni più tardi, nel 1972, Ocelot sostiene il progetto Les Enfants Terribles per clonare Big Boss, ma dopo la separazione di quest'ultimo dai Patriots, l'organizzazione inizia progressivamente ad allontanarsi dai suoi ideali originali; non condividendo più la causa dei Patriots, Ocelot decide di continuare a lavorare segretamente per Big Boss, fingendo di sottostare agli ordini di Zero: comportandosi come un normale agente dei Patriots, in realtà complotta per distruggere il gruppo dall'interno.

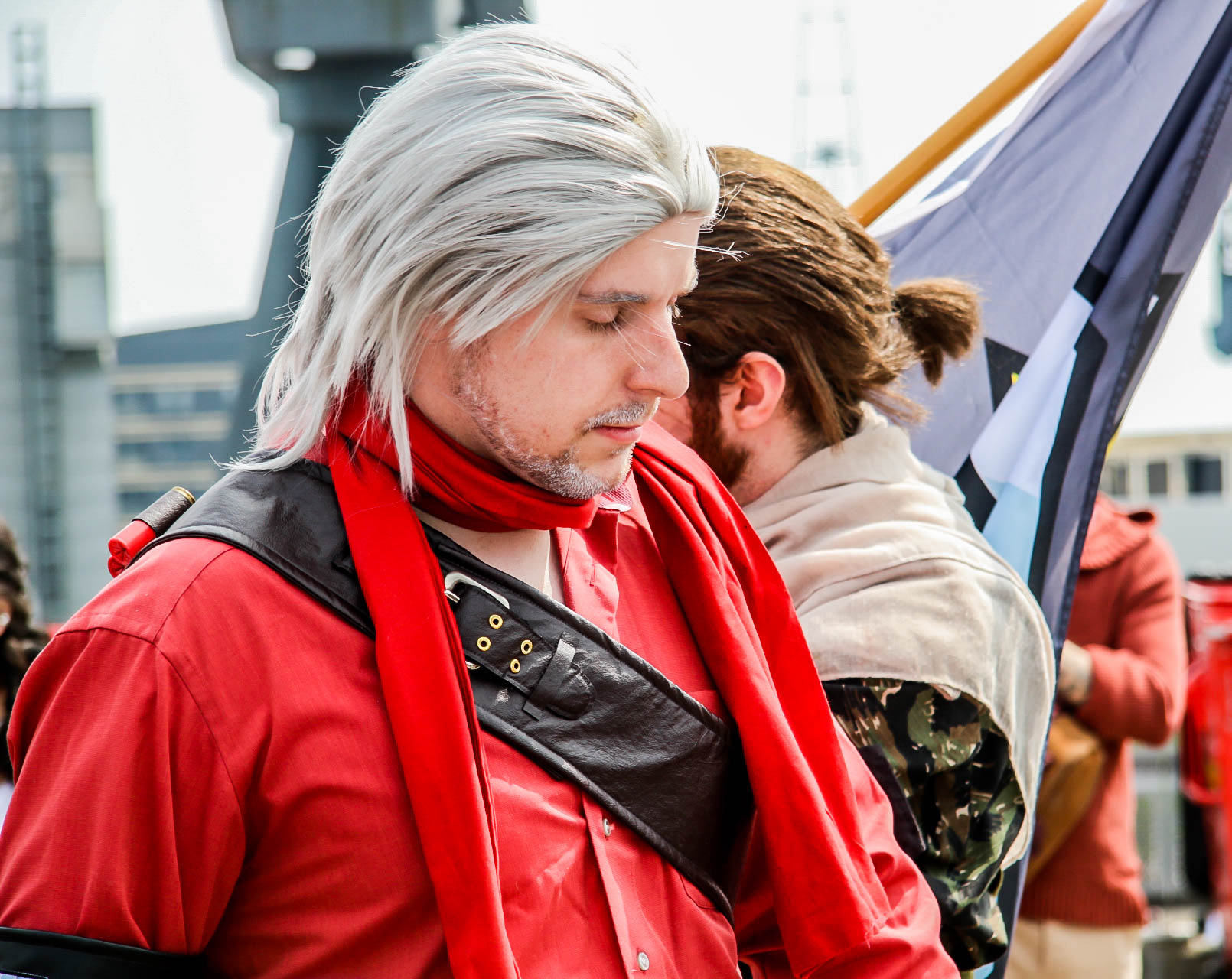
Un cosplayer di Ocelot in The Phantom Pain

Durante gli eventi di Metal Gear Solid V: The Phantom Pain salva Venom Snake e Big Boss dall'ospedale di Dhekelia sotto richiesta di Zero e fornisce al vero Big Boss una moto e una nuova identità per fuggire e far perdere le sue tracce. Successivamente, seguendo il piano di Big Boss, supporta Venom Snake e Miller per far credere al mondo che il suo fantasma sia l'unico e vero Mercenario Leggendario. Anni dopo lascia i Diamond Dogs e torna in Unione Sovietica, dove abbandonerà la Spetznaz dopo la sua caduta nel 1991.
Molti anni dopo, nel 2005, Ocelot ha 61 anni ed è un membro delle Forze Speciali ad Alta Tecnologia FOXHOUND, un gruppo di forze speciali di élite composto da mercenari. Come membro della FOXHOUND, Ocelot è il curatore del reclutamento ed ha assoldato Vulcan Raven. Durante l'assalto di Shadow Moses da parte della FOXHOUND, voluto dallo stesso Ocelot, egli tortura e interroga i prigionieri per ottenere informazioni. Tra questi vi è anche Donald Anderson (ovvero Sigint, uno dei membri fondatori dei Patriots), che Ocelot uccide facendo passare la cosa per un incidente, e attuando così il primo atto del suo piano per l'eliminazione dei Patriots. Dopo il duello tra Solid Snake e Ocelot, Gray Fox, apparso improvvisamente grazie ad una mimetica ottica, gli amputa la mano destra, la quale verrà in seguito sostituita, insieme al resto del braccio, con quella di Liquid Snake (morto a causa del virus FOXDIE alla fine di Metal Gear Solid) grazie ad un trapianto finanziato da Solidus Snake ed eseguito a Lione. Come si scopre nel finale del gioco, Ocelot ha usato Liquid per eseguire gli ordini del Presidente degli Stati Uniti George Sears (ovvero Solidus Snake), che lo aveva incaricato di recuperare i dati dei test sul Metal Gear REX e sul prototipo della nuova testata nucleare.
Ocelot riappare in Metal Gear Solid 2: Sons of Liberty (a 63 anni nel Capitolo Tanker, 65 quando si trova sulla Big Shell): dopo l'incidente di Shadow Moses del 2005, Ocelot aveva venduto al mercato nero i dati delle esercitazioni del Metal Gear REX, favorendo così il moltiplicarsi di varianti di Metal Gear in tutto il mondo. Nel 2007 viene a sapere che i Marine hanno costruito un nuovo modello di Metal Gear, il Metal Gear RAY con pilota, e decide così di allearsi con il colonnello russo Sergei Gurlukovich e il suo esercito privato per rubarlo; tuttavia, dopo aver assaltato la nave che stava trasportando di nascosto il Metal Gear RAY, Ocelot tradisce Gurlukovich, sale sul RAY affermando che è "venuto a riprenderselo" per portarlo ai suoi legittimi proprietari, e scompare nelle profondità dell'oceano.
Due anni dopo, nel 2009, Ocelot finge di sostenere Solidus nella sua lotta contro i Patriots consegnandogli il Metal Gear RAY e partecipando all'assalto della Big Shell, ma in realtà l'assalto era soltanto un'esercitazione per il Progetto S3 dei Patriots, di cui Ocelot è incaricato di raccogliere i dati. La simulazione aveva lo scopo di accertare se, in particolari circostanze, qualunque soldato possa diventare esperto come il più grande soldato del mondo: Solid Snake. I Patriots avevano diretto tutti gli eventi e controllato le azioni di Solidus con precisione, e lo scopo finale di Ocelot era quello di eliminare le prove, uccidendo Solidus, Solid Snake, Raiden e Fortune. Tuttavia Solidus, scoperto l'inganno, attiva l'Arsenal Gear nascosto sotto la Big Shell per tentare un assalto finale contro i Patriots, ed è a questo punto che Ocelot inizia ad agire come se il suo corpo fosse dominato dalla volontà di Liquid, fino ad allora sopita nel suo braccio destro: sostenendo la parte di Liquid, Ocelot dichiara di voler eliminare i Patriots, sale a bordo del Metal Gear RAY e sparisce tra le onde.
In Metal Gear Solid 4: Guns of the Patriots, Ocelot assume definitivamente l'identità di Liquid Ocelot, grazie non solo alla sua ottima interpretazione, ma anche a tecniche di psicoterapia avanzata, all'ipnoterapia e alle nanomacchine; così facendo, Ocelot può agire liberamente nascondendo il suo vero obiettivo: eliminare i Patriots. Tuttavia Ocelot scopre che i sistemi creati dai Patriots sono invulnerabili agli attacchi diretti, e per questo decide di distruggerli tramite colui che avrebbe destato meno sospetti: Solid Snake, il loro stesso agente; tutte le azioni di Ocelot in Guns of the Patriots sono quindi volte a guidare Snake verso la disattivazione della rete di IA dei Patriots con un virus. Per ingannare i Patriots e attuare il proprio piano, Ocelot finge di voler creare un mondo libero e senza leggi, come Big Boss prima di lui; a questo scopo, nel 2014 Ocelot assume il comando di Outer Heaven, una società che controlla le cinque compagnie militari private (CMP) più grandi del mondo, blocca tutte le armi dei soldati che non appartengono al suo esercito grazie al controllo del sistema SOP dei Patriots (ottenuto con il corpo di Solidus), e prende il cannone elettromagnetico del Metal Gear REX con l'intento di distruggere l'IA centrale (JD). Ma, come già detto, tutto ciò serviva per raggirare i Patriots e condurre Snake a eliminarli.
Raggiunti i suoi scopi, Ocelot decide di recitare fino in fondo la parte di Liquid Ocelot, e affronta così Snake in un duello finale, contraendo volontariamente il virus FOXDIE e scegliendo quindi la morte (e la pace) come ricompensa per aver dato il via a una nuova era.